# Pyrithione de zinc
La pyrithione de zinc est un composé chimique utilisé comme agent antifongique et antibactérien. Ce complexe de coordination qui a de nombreux noms a été signalé pour la première fois dans les années 1930. Il comprend deux dérivés de pyridine ligands chélatants attachés au zinc par les atomes d'oxygène et de soufre.